# Werner Lazer
Werner Lazer (* 17. Mai 1925) ist ein ehemaliger deutscher Fußballspieler. Für den SC Fortschritt Weißenfels spielte er 1955 in der DDR-Oberliga, der höchsten Spielklasse im DDR-Fußball.

## Sportliche Laufbahn
Seine ersten Spiele im DDR-Fußball bestritt Werner Lazer im Alter von 26 Jahren in der Saison 1951/52 bei der zweitklassigen DDR-Liga-Mannschaft der  Betriebssportgemeinschaft (BSG) Fortschritt Weißenfels. Als Stürmer absolvierte er 21 der 22 Punktspiele und erzielte dabei fünf Tore. Auch in den beiden folgenden Spielzeiten fehlte er jeweils nur bei einem Ligaspiel und kam vier- bzw. elfmal zum Torerfolg. Mit seinen elf Treffern 1953/54 wurde er hinter seinem Sturmkollegen Alfred Reinhardt (13 Tore) zweitbester Torschütze der Weißenfelser. Im Laufe der Spielzeit 1954/55 wurde die BSG zum Sportclub aufgewertet und stieg zum Saisonende in die DDR-Oberliga auf. Lazer hatte in allen 26 Punktspielen mitgewirkt und trug mit seinen zehn Toren maßgeblich zum Aufstieg bei. In den Genuss von Oberligaspielen kam er nur noch in den im Herbst 1955 ausgetragenen Begegnungen der Übergangsrunde, die zur Überleitung zum Kalenderjahr-Spielbetrieb ausgetragen wurde. Von den 13 Spielen, die von den Oberligamannschaften ausgetragen wurden, bestritt Lazer neun Partien und kam zweimal zum Torerfolg. Anschließend beendete er seine Laufbahn im höherklassigen Fußball.